# Łękawica (gmina)
Łękawica (1976–1991 jako część gminy Gilowice-Ślemień) – gmina wiejska w województwie śląskim, w powiecie żywieckim. W latach 1975–1998 gmina położona była w województwie bielskim.
Siedziba gminy to Łękawica.
Według danych z 30 czerwca 2009 gminę zamieszkiwało 4314 osób. Natomiast według danych z 31 grudnia 2017 roku gminę zamieszkiwało 4543 osób.
Gmina powstała 2 kwietnia 1991.

## Historia
Obszar gminy Łękawica w latach 1934–1954 należał w różnych okresach do gmin:
Gmina zbiorowa Łękawica powstała 1 stycznia 1973 w powiecie żywieckim w województwie krakowskim w składzie 7 sołectw: Kocierz Moszczanicki, Kocierz Rychwałdzki, Łękawica, Łysina, Moszczanica, Oczków i Okrajnik 1 czerwca 1975 gmina znalazła się w nowo utworzonym woj. bielskim. 2 lipca 1976 roku gmina Łękawica została zniesiona, a jej obszar włączono do nowo utworzonej gminy Gilowice-Ślemień (powstałej z połączenia zniesionych gmin  Ślemień i Gilowice), oprócz sołectwa Moszczanica, które włączono do Żywca.
Gminę Łękawica reaktywowano 2 kwietnia 1991 w związku z rozpadem gminy Gilowice-Ślemień. Reaktywowana gmina Łękawica objęła mniejszy obszar niż w 1976 roku: sołectwa Kocierz Moszczanicki, Kocierz Rychwałdzki, Łękawica, Łysina i Okrajnik. W jej skład nie weszły zatem: a) włączona do Żywca 2 lipca 1976 Moszczanica (czyli w dniu zniesienia gminy Łękawica), oraz b) Oczków, włączony do Żywca 2 kwietnia 1991 (czyli w dniu reaktywowania gminy Łękawica).
| Gromada / Sołectwo      | 1934-08-01 1940-11-29 | 1940-11-30 1941-06-30 | 1941-07-01 1944-08-21 | 1944-08-22 1954-09-28 | 1973-01-01 1976-07-01 | 1976-07-02 1991-04-01 | 1991-04-02 |
| ----------------------- | --------------------- | --------------------- | --------------------- | --------------------- | --------------------- | --------------------- | ---------- |
| Gilowice                | Gilowice              | Ślemień               | Gilowice              | Gilowice              | Gilowice              | Gilowice-Ślemień      | Gilowice   |
| Kocierz Moszczanicki    | Gilowice              | Zadziele              | Zadziele              | Gilowice              | Łękawica              | Gilowice-Ślemień      | Łękawica   |
| Łękawica                | Gilowice              | Zadziele              | Gilowice              | Gilowice              | Łękawica              | Gilowice-Ślemień      | Łękawica   |
| Łysina                  | Gilowice              | Zadziele              | Gilowice              | Gilowice              | Łękawica              | Gilowice-Ślemień      | Łękawica   |
| Okrajnik                | Gilowice              | Zadziele              | Gilowice              | Gilowice              | Łękawica              | Gilowice-Ślemień      | Łękawica   |
| Rychwałd                | Gilowice              | Zadziele              | Gilowice              | Gilowice              | Gilowice              | Gilowice-Ślemień      | Gilowice   |
| Rychwałdek              | Gilowice              | Sporysz               | Sporysz               | Gilowice              | Świnna                | Świnna                | Świnna     |
| Hucisko                 | Ślemień               | Jeleśnia              | Jeleśnia              | Ślemień               | Stryszawa             | Stryszawa             | Stryszawa  |
| Kocierz Rychwałdzki     | Ślemień               | Zadziele              | Zadziele              | Ślemień               | Łękawica              | Gilowice-Ślemień      | Łękawica   |
| Kocoń                   | Ślemień               | Ślemień               | Gilowice              | Ślemień               | Ślemień               | Gilowice-Ślemień      | Ślemień    |
| Kurów                   | Ślemień               | Ślemień               | Stryszawa             | Ślemień               | Stryszawa             | Stryszawa             | Stryszawa  |
| Las                     | Ślemień               | Ślemień               | Stryszawa             | Ślemień               | Ślemień               | Gilowice-Ślemień      | Ślemień    |
| Pewel Ślemieńska        | Ślemień               | Ślemień               | Gilowice              | Ślemień               | Świnna                | Świnna                | Świnna     |
| Pewelka                 | Ślemień               | Ślemień               | Stryszawa             | Ślemień               | Stryszawa             | Stryszawa             | Stryszawa  |
| Ślemień                 | Ślemień               | Ślemień               | Gilowice              | Ślemień               | Ślemień               | Gilowice-Ślemień      | Ślemień    |
| Czernichów              | Sporysz               | Zadziele              | Zadziele              | Sporysz               | Czernichów            | Czernichów            | Czernichów |
| Isep                    | Sporysz               | Żywiec (m)            | Żywiec (m)            | Sporysz (do 1949)     | Żywiec (m)            | Żywiec (m)            | Żywiec (m) |
| Międzybrodzie Żywieckie | Sporysz               | Zadziele              | Zadziele              | Sporysz               | Czernichów            | Czernichów            | Czernichów |
| Moszczanica             | Sporysz               | Zadziele              | Zadziele              | Sporysz               | Łękawica              | Żywiec (m)            | Żywiec (m) |
| Oczków                  | Sporysz               | Zadziele              | Zadziele              | Sporysz               | Łękawica              | Gilowice-Ślemień      | Żywiec (m) |
| Pewel Mała              | Sporysz               | Sporysz               | Sporysz               | Sporysz               | Świnna                | Świnna                | Świnna     |
| Przyłęków               | Sporysz               | Sporysz               | Sporysz               | Sporysz               | Świnna                | Świnna                | Świnna     |
| Sporysz                 | Sporysz               | Sporysz               | Sporysz               | Sporysz (do 1949)     | Żywiec (m)            | Żywiec (m)            | Żywiec (m) |
| Świnna                  | Sporysz               | Sporysz               | Sporysz               | Sporysz               | Świnna                | Świnna                | Świnna     |
| Tresna                  | Sporysz               | Zadziele              | Zadziele              | Sporysz               | Czernichów            | Czernichów            | Czernichów |
| Trzebinia               | Sporysz               | Sporysz               | Sporysz               | Sporysz               | Świnna                | Świnna                | Świnna     |
| Zadziele (do 1966)      | Sporysz               | Zadziele              | Zadziele              | Sporysz               | zalane                | zalane                | zalane     |
| Bujaków                 | Porąbka               | Kozy                  | Kozy                  | Porąbka               | Porąbka               | Porąbka               | Porąbka    |
| Czaniec                 | Porąbka               | Kęty                  | Kęty                  | Porąbka               | Porąbka               | Porąbka               | Porąbka    |
| Kobiernice              | Porąbka               | Kozy                  | Kozy                  | Porąbka               | Porąbka               | Porąbka               | Porąbka    |
| Międzybrodzie Bialskie  | Porąbka               | Kozy                  | Kozy                  | Porąbka               | Czernichów            | Czernichów            | Czernichów |
| Porąbka                 | Porąbka               | Kozy                  | Kozy                  | Porąbka               | Porąbka               | Porąbka               | Porąbka    |
| Kozy                    | Biała                 | Kozy                  | Kozy                  | Biała                 | Kozy                  | Kozy                  | Kozy       |
| Koszarawa               | Stryszawa             | Jeleśnia              | Jeleśnia              | Stryszawa             | Koszarawa             | Koszarawa             | Koszarawa  |
| Krzeszów                | Stryszawa             | Stryszawa             | Stryszawa             | Stryszawa             | Stryszawa             | Stryszawa             | Stryszawa  |
| Kuków                   | Stryszawa             | Stryszawa             | Stryszawa             | Stryszawa             | Stryszawa             | Stryszawa             | Stryszawa  |
| Lachowice               | Stryszawa             | Stryszawa             | Stryszawa             | Stryszawa             | Stryszawa             | Stryszawa             | Stryszawa  |
| Stryszawa               | Stryszawa             | Stryszawa             | Stryszawa             | Stryszawa             | Stryszawa             | Stryszawa             | Stryszawa  |
| Targoszów (od 1949)     | –                     | –                     | –                     | Stryszawa             | Stryszawa             | Stryszawa             | Stryszawa  |

## Struktura powierzchni
Według danych z roku 2009 gmina Łękawica ma obszar 42,77 km², w tym:
- użytki rolne: 30%
- użytki leśne: 67%

Gmina stanowi 4,06% powierzchni powiatu.

## Demografia

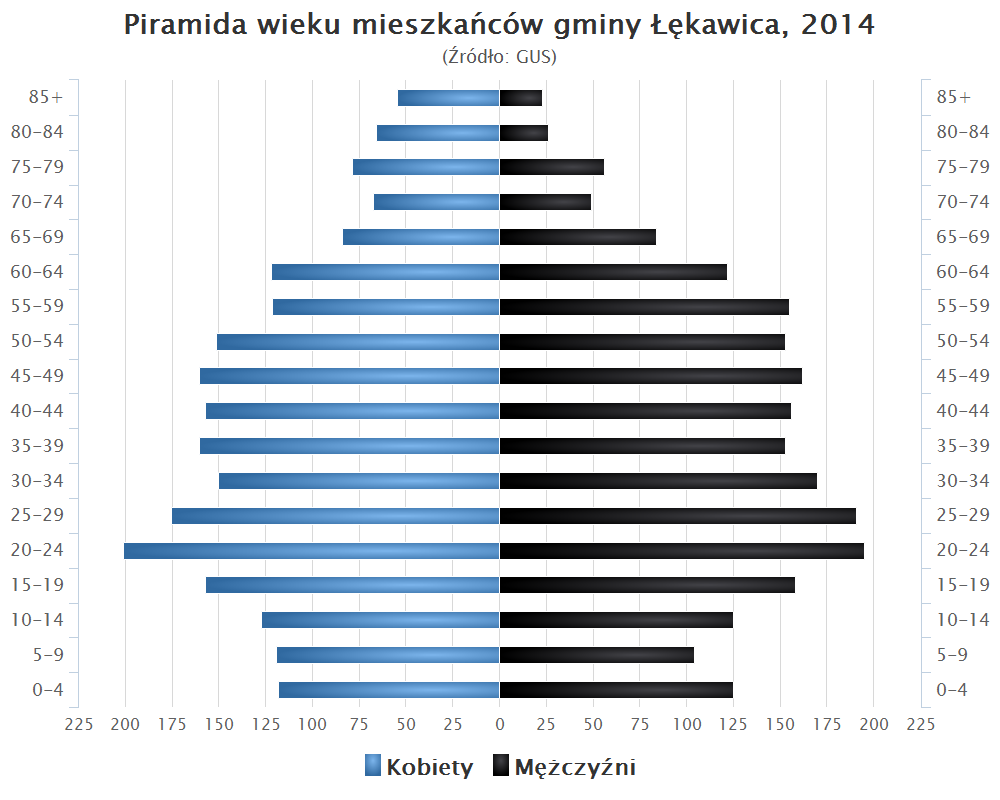
Piramida wieku mieszkańców gminy Łękawica w 2014 roku

Dane z 31 grudnia 2010:
| Opis                              | Ogółem | Ogółem | Kobiety | Kobiety | Mężczyźni | Mężczyźni |
| --------------------------------- | ------ | ------ | ------- | ------- | --------- | --------- |
| jednostka                         | osób   | %      | osób    | %       | osób      | %         |
| populacja                         | 4375   | 100    | 2213    | 50,6    | 2162      | 49,4      |
| gęstość zaludnienia (mieszk./km²) | 102,3  | 102,3  | 51,7    | 51,7    | 50,55     | 50,55     |

## Sołectwa
Kocierz Moszczanicki, Kocierz Rychwałdzki, Łękawica, Łysina, Okrajnik.

## Sąsiednie gminy
Andrychów, Czernichów, Gilowice, Porąbka, Ślemień, Żywiec